# Česko na paralympijských hrách
Česko získalo na paralympijských hrách celkem 46 zlatých, 48 stříbrných a 51 bronzových medailí (celkem 145 medailí), z toho 15 na zimních paralympijských hrách a 130 na letních paralympijských hrách. Nejúspěšnější byly Letní paralympijské hry 2000, kde česká výprava získala 43 medailí. Poprvé se Česko zúčastnilo Zimních paralympijských her 1994.
Nejúspěšnějším českým sportovcem je cyklista Jiří Ježek, který je také nejúspěšnějším cyklistou na paralympijských hrách celkově.
Nejúspěšnější sportovkyně je Kateřina Šromová Teplá, která soutěžila v alpském lyžování.